# Паблло Віттар
Фабулу Родріґіс да Сілва Араужу (порт. Phabullo Rodrigues da Silva Araujo), більш відомий як Паблло Віттар (порт. Pabllo Vittar; нар. 1 листопада 1993, Сан-Луїс, Бразилія) — бразильський співак, дрег-квін, композитор і танцівник. Паббло Віттар є на даний момент дрег-квін з найбільшою кількістю підписників на Інстаграмі (12,6 мільйони, стан: липень 2023).

## Біографія
Фабулу народився у місті Сан-Луїс та має старшу сестру, котра є його різнояйцевою близнючкою. Частину свого дитинства та підліткового віку він провів у Санта-Інес та Кашіос, що знаходяться у Мараньяні, через фінансові скрутнощі. Він ніколи не знав свого батька, який покинув його матір, коли та була вагітною.
В дитинстві Фабулу часто був жертвою буллінгу через його фемінний голос та делікатну жестикуляцію. В цей час він також відвідував заняття з балету.
У 13 років, Фабулу почав виконувати кавер-версії пісень на сімейних і шкільних святах та записався до хору в католицькій церкві. Незабаром після цього він почав писати пісні. Пізніше він вирішив стати професіоналом, переїхавши до Індайатуби зі своєю сестрою, де він працював у кількох місцях, таких як закусочні та салони краси. Невдовзі він переїхав до Уберландії зі своєю матір’ю, яка нещодавно вийшла заміж. У 15 років він здійснив камінг-аут до матері, яка підозрювала, що він гей; його сестра вже знала про його сексуальну орієнтацію. Його мати, з якою він щодня спілкується, підтримує його сексуальну орієнтацію.
Потім він почав гуляти по ночам у Мараньяо, заводити друзів і брати участь як один із співаків у шоу. Фабулу почав виконувати власні пісні та втілювати знаменитостей за невелику плату, але це не була професійна робота. Тепер він одягався по-жіночому, але не називав себе дрег-квін. Перший раз, коли він таки спробував, це було в 17 років в Уберландії, щоб прорекламувати вечірку свого друга, розносячи брошури біля дверей нічного клубу.
Згодом він почав виступати на ЛГБТ-парадах у кількох містах Мараньяо і став відомий ЛГБТ-спільноті штату. У віці 18 років у Мінас-Жерайс Фабулу почав брати участь і перемагати в деяких конкурсах краси, перш ніж розпочати свою професійну кар'єру співака, прийнявши сценічний псевдонім «Паблло Ноулз», як данина співачці Бейонсе. Його перший виступ у ролі драг-квін відбувся в нічному клубі Belgrano, продюсерами Яном Хаяші та Леокадіо Резенде (яких Фабулу пізніше назвав своїми «батьками»).
Ще в Мінас-Жерайс Фабулло склав вступний іспит до університету Федерального університету Уберландії, куди його зарахували на повний курс дизайну в 2013 році, але через деякий час він покинув навчання через розклад показів, який значно збільшився через завдяки успіху його музичних кліпів в Інтернеті та його участі в групі прайм-тайм телевізійної програми Amor & Sexo.
Коли він привернув увагу підприємців у сфері розваг, Фабулу почав професійну музичну кар’єру, виступаючи в барах і концертних залах Уберландії та міст регіону. У цей період Фабулу прийняв сценічний псевдонім Паблло Віттар.

## Кар'єра
Віттар почав присвячувати себе музиці з 13 років і виконував кавер-пісні на сімейних святах, днях народження та в школах. У підлітковому віці Віттар почав писати власні пісні і час від часу виступав у нічних клубах та на прайдах, що призвело до того, що він отримав популярність у місцевій ЛГБТ-спільноті.
Вперше він з'явився в образі на екрані в 2014 році в одному з бразильських ТВ-телешоу, де виконав «I Have Nothing» Вітні Г'юстон. У 2015 році випустив власну португальську версію супер-хіта Major Lazer «Lean On», відео на яке на YouTube менш ніж за чотири місяці набрало більше мільйона переглядів.
12 січня 2017 року вийшов дебютний альбом співака Vai Passar Mal, одночасно з ним був випущений сингл «Todo Dia», що став першим великим хітом Віттар. Пісня побила декілька рекордів, так за два місяці відеокліп зібрав понад 10 млн переглядів на YouTube, обійшовши «Sissy That Walk» Ру Пола, зробивши Паблло Віттар найуспішнішою дрег-Квін в історії, кількість прослуховувань на Spotify становила понад 14 500 000 прослуховувань.
Світову популярність Паблло принесла участь в пісні Major Lazer — «Sua Cara», записаного за участю співачки Анітти. Кліп викликав багато суперечок і розбіжностей, але при цьому побив рекорд як найшвидше відео, яке набрало 1 млн лайків на YouTube, а також став 19-м з найбільшою кількістю переглядів відео за першу добу з 25,2 млн переглядами.

## Дискографія
Студійні альбоми
- 2017: Vai Passar Mal
- 2018: Não Para Não
- 2020: 111
- 2021: Batidão Tropical
- 2023: Noitada

Альбоми-ремікс
- 2017: Vai Passar Mal: Remixes
- 2019: NPN Remixes
- 2023: After

EP
- 2015: Open Bar
- 2018: Up Next Session: Pabllo Vittar
- 2019: 111

## Фільмографія

### Кіно
| Рік  | Українська назва | Оригінальна назва                   |
| ---- | ---------------- | ----------------------------------- |
| 2017 |                  | Oitavo                              |
| 2018 |                  | Crô em Família                      |
| 2020 |                  | Emicida: AmarElo - É Tudo Pra Ontem |
| 2021 |                  | Detetive Madeinusa                  |

### Телебачення
| Рік     | Українська назва      | Оригінальна назва       |
| ------- | --------------------- | ----------------------- |
| 2016–17 |                       | Amor & Sexo             |
| 2017    | Сила бажання          | A Força do Querer       |
| 2017    | Vai que Cola          |                         |
| 2018    | Зворотний бік раю     | O Outro Lado do Paraíso |
| 2018    | Super Drags           |                         |
| 2018    | Prazer, Pabllo Vittar |                         |
| 2019    |                       | Autênticas GNT          |
| 2019    | Queen of Drags        |                         |
| 2020–21 |                       | Soltos em Floripa       |
| 2021    |                       | I Am Pabllo             |
| 2022    |                       | Germany's Next Topmodel |
| 2022    |                       | Queen Stars Brasil      |

### Інтернет
| Рік     | Українська назва                  | Оригінальна назва                       |
| ------- | --------------------------------- | --------------------------------------- |
| 2016–17 |                                   | Vlog da Pabllo                          |
| 2018    |                                   | Apple Up Next: Pabllo Vittar            |
| 2019    |                                   | Pabllo Vittar: A Trajetória da Artista! |
| 2019    | Whindersson Nunes: Próxima Parada |                                         |
| 2021    | Porta dos Fundos                  | Porta dos Fundos                        |